# Bolsa de Valores de Amã
A Bolsa de Valores de Amã ( ASE ) é uma instituição privada da bolsa de valores na Jordânia, com sede em Amã.

## História
A ASE foi constituída em março de 1999 como uma instituição privada, sem fins lucrativos, com autonomia administrativa e financeira. Está autorizada a funcionar como bolsa para negociação de valores mobiliários. A bolsa é governada por um conselho de administração de sete membros. Um diretor executivo supervisiona as responsabilidades diárias e se reporta ao conselho.  Os membros da ASE são as 68 corretoras da Jordânia.
A Bolsa de Valores de Amã tornou-se uma empresa estatal sob o nome "The Amman Stock Exchange Company (ASE Company)" em 20 de fevereiro de 2017.  
A ASE está comprometida com os princípios de justiça, transparência, eficiência e liquidez. A bolsa busca fornecer um ambiente forte e seguro para seus títulos listados, protegendo e garantindo os direitos de seus investidores. Para fornecer este mercado transparente e eficiente, a ASE implementou diretrizes internacionalmente reconhecidas sobre divisões de mercado e critérios de listagem.
Para cumprir os padrões e as melhores práticas internacionais, a ASE trabalha em estreita colaboração com o JSC da Comissão de Valores Mobiliários da Jordânia em questões de vigilância e mantém fortes relacionamentos com outras bolsas, associações e organizações internacionais. A bolsa é um membro ativo da Arab Federation of Exchanges,  Federation of Euro-Asian Stock Exchanges (FEAS)  e um membro pleno da World Federation of Exchanges (WFE).  
A ASE tem por missão proporcionar às empresas meios de obtenção de capital por meio de cotação na Bolsa, incentivando um mercado ativo de valores mobiliários cotados com base na efetiva determinação de preços e negociação justa e transparente, proporcionando instalações e equipamentos modernos e eficazes para a negociação do registro de negociações e publicação de preços, monitorando e regulando a negociação no mercado, coordenação com o JSC quando necessário, para garantir o cumprimento da lei, um mercado justo e proteção do investidor, estabelecendo e aplicando um código de ética profissional entre seus diretores e funcionários membros, e assegurar a prestação atempada e exata de informação dos emitentes ao mercado e divulgar informação de mercado ao público

## Liderança
Dr. Kamal Ahmad Al-Qudah - Presidente   
Sr. Mazen Wathaifi CEO  

## Valores Mobiliários Listados
- Ações
- Títulos
- Right Issues

## Os índices ASE
Os índices de ações da ASE incluem o ASE Unweighted Index, o ASE Market Capitalization Weighted Index e o ASE Free Float Index.